# Proasellus ambracicus
Proasellus ambracicus is een pissebed uit de familie Asellidae. De wetenschappelijke naam van de soort is voor het eerst geldig gepubliceerd in 1980 door Pesce & Argano.